# Dacnusa fasciata
Dacnusa fasciata är en stekelart som beskrevs av Stelfox 1954. Dacnusa fasciata ingår i släktet Dacnusa och familjen bracksteklar. Inga underarter finns listade i Catalogue of Life.